# 拉尔夫·贝尔德
小拉尔夫·米尔顿·贝尔德（英語：Ralph Milton Beard Jr.，1927年12月2日—2007年11月29日），美国NBA联盟前职业篮球运动员。他曾代表国家队在1948年夏季奥林匹克运动会上获得男子篮球项目金牌。